# Jan Evangelista Mitvalský
Jan Evangelista Mitvalský (1. června 1861 Kunvald – 7. prosince 1899 Praha) byl český lékař-oftalmolog.

## Život
Vystudoval gymnázium v Rychnově nad Kněžnou a univerzitu v Praze a Vídni. Doktorem medicíny se stal roku 1885. Pracoval jako asistent u profesora Josefa Schöbla, později se stal docentem očního lékařství.
Publikoval řadu badatelských prací, které byly přeloženy do angličtiny, francouzštiny, polštiny a ruštiny. V letech 1888–93 redigoval Časopis českých lékařů a založil k němu přílohu Zdravotnický věstník. V 90. letech se stal členem oftalmologických společností v Heidelbergu a Francii, účastnil se kongresu v Paříži. V almanachu bývalých žáků rychnovského gymnázia uveřejnil článek O cizopasnících v lidském oku. Stovky lidí mu vděčily za uzdravení zraku.

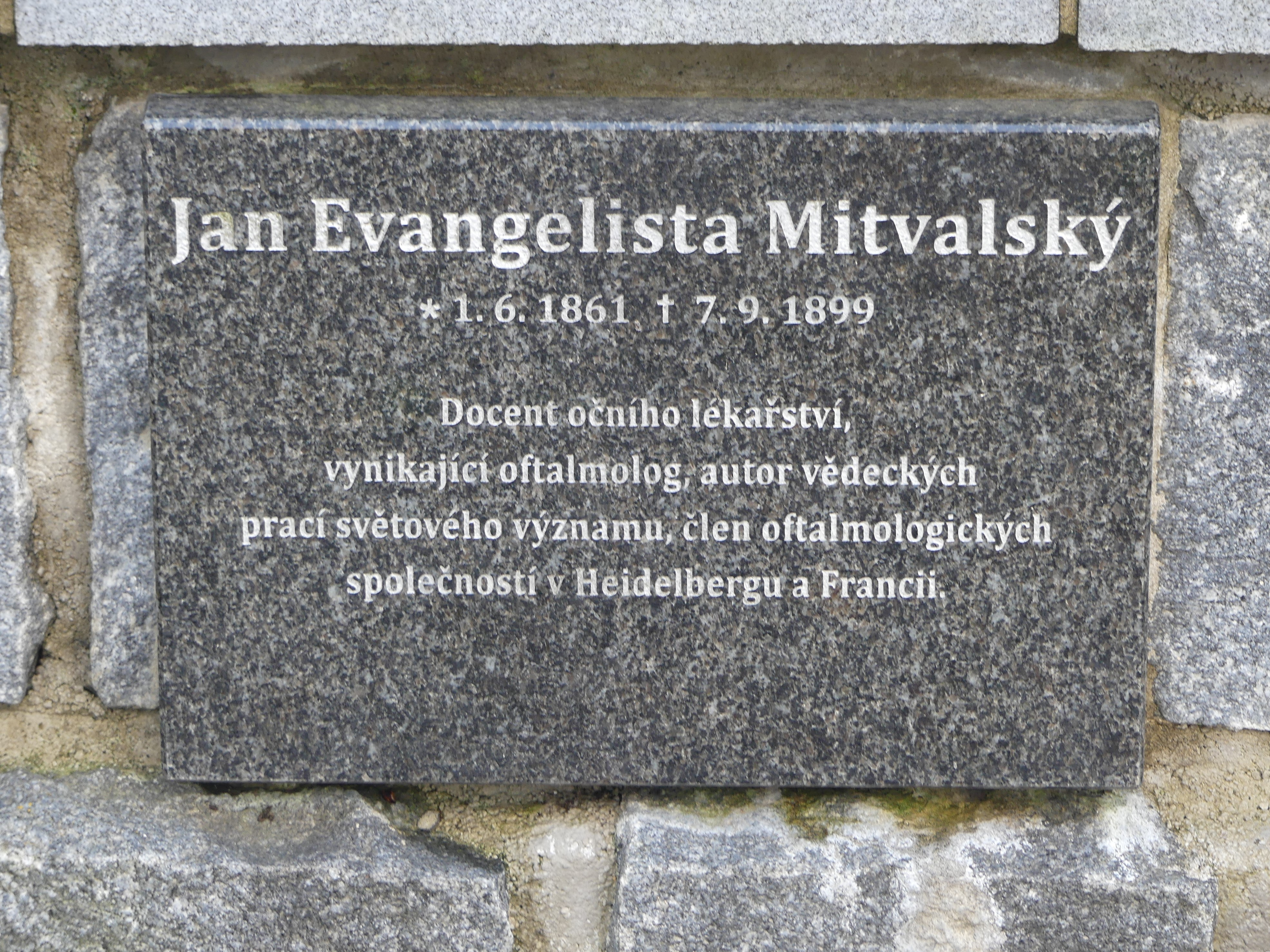
Pamětní deska Jana Mitvalského na hřbitově v Kunvaldu.

Zemřel po dlouhé nemoci. Pohřben je na Vyšehradském hřbitově.